# Nuoto ai Giochi della XXXI Olimpiade
Le competizioni di nuoto ai Giochi della XXXI Olimpiade si sono svolte dal 6 al 13 agosto 2016, con l'evento conclusivo della maratona il 15 ed il 16 agosto. Tutte le gare, ad eccezione delle due maratone che si sono svolte al Forte di Copacabana, sono state disputate all'Estádio Aquático Olímpico.

## Calendario finali
| Uomini | 400 m s.l. 400 m misti   | 100 m rana 4x100 m s.l.   | 100 m dorso 200 m s.l. | 200 m farfalla 4x200 m s.l. | 100 m s.l. 200 m rana    | 200 m dorso 200 m misti | 50 m s.l. 100 m farfalla | 1500 m s.l. 4x100 m misti | - | -              | Maratona 10 km | 17 |
| Donne  | 400 m misti 4x100 m s.l. | 100 m farfalla 400 m s.l. | 100 m dorso 100 m rana | 200 m s.l. 200 m misti      | 200 m farf. 4x200 m s.l. | 100 m s.l. 200 m rana   | 200 m dorso 800 m s.l    | 50 m s.l. 4x100 m misti   | - | Maratona 10 km | -              | 17 |
| Totale | 4                        | 4                         | 4                      | 4                           | 4                        | 4                       | 4                        | 4                         | - | 1              | 1              | 34 |

## Podi

### Uomini
| Evento                          | Oro | Prestazione | Argento | Prestazione | Bronzo | Prestazione   |
| Stile libero                    | |             | |             | |               |
| 50 m (dettagli)                 | Anthony Ervin | 21"40       | Florent Manaudou | 21"41       | Nathan Adrian | 21"49         |
| 100 m (dettagli)                | Kyle Chalmers | 47"58       | Pieter Timmers | 47"80       | Nathan Adrian | 47"85         |
| 200 m (dettagli)                | Sun Yang | 1'44"65     | Chad le Clos | 1'45"20     | Conor Dwyer | 1'45"23       |
| 400 m (dettagli)                | Mack Horton | 3'41"55     | Sun Yang | 3'41"68     | Gabriele Detti | 3'43"49       |
| 1500 m (dettagli)               | Gregorio Paltrinieri | 14'34"57    | Connor Jaeger | 14'39"48    | Gabriele Detti | 14'40"86      |
| Dorso                           | |             | |             | |               |
| 100 m (dettagli)                | Ryan Murphy | 51"97       | Xu Jiayu | 52"31       | David Plummer | 52"40         |
| 200 m (dettagli)                | Ryan Murphy | 1'53"62     | Mitch Larkin | 1'53"96     | Evgenij Rylov | 1'53"97       |
| Rana                            | |             | |             | |               |
| 100 m (dettagli)                | Adam Peaty | 57"13       | Cameron van der Burgh | 58"69       | Cody Miller | 58"87         |
| 200 m (dettagli)                | Dmitrij Balandin | 2'07"46     | Josh Prenot | 2'07"53     | Anton Čupkov | 2'07"70       |
| Farfalla                        | |             | |             | |               |
| 100 m (dettagli)                | Joseph Schooling | 50"39       | Michael Phelps Chad le Clos László Cseh                                                                                              | 51"14       | non assegnato | non assegnato |
| 200 m (dettagli)                | Michael Phelps | 1'53"36     | Masato Sakai | 1'53"40     | Tamás Kenderesi | 1'53"62       |
| Misti                           | |             | |             | |               |
| 200 m (dettagli)                | Michael Phelps | 1'54"66     | Kōsuke Hagino | 1'56"61     | Wang Shun | 1'57"05       |
| 400 m (dettagli)                | Kōsuke Hagino | 4'06"05     | Chase Kalisz | 4'06"75     | Daiya Seto | 4'09"71       |
| Staffette                       | |             | |             | |               |
| 4×100 m stile libero (dettagli) | Stati Uniti Caeleb Dressel (48"10) Michael Phelps (47"12) Ryan Held (47"73) Nathan Adrian (46"97) James Feigen* Blake Pieroni* Anthony Ervin*                 | 3'09"92     | Francia Mehdy Metella (48"08) Fabien Gilot (48"20) Florent Manaudou (47"14) Jérémy Stravius (47"11) William Meynard* Clément Mignon* | 3'10"53     | Australia James Roberts (48"88) Kyle Chalmers (47"38) James Magnussen (48"11) Cameron McEvoy (47"00) Matthew Abood* | 3'11"37       |
| 4×200 m stile libero (dettagli) | Stati Uniti Conor Dwyer (1'45"23) Townley Haas (1'44"14) Ryan Lochte (1'46"03) Michael Phelps (1'45"26) Clark Smith* Jack Conger* Gunnar Bentz*               | 7'00"66     | Gran Bretagna Stephen Milne (1'46"97) Duncan Scott (1'45"05) Daniel Wallace (1'46"26) James Guy (1'44"85) Robert Renwick*            | 7'03"13     | Giappone Kōsuke Hagino (1'45"34) Naito Ehara (1'46"11) Yūki Kobori (1'45"71) Takeshi Matsuda (1'46"34)              | 7'03"50       |
| 4×100 m misti (dettagli)        | Stati Uniti Ryan Murphy (51"85) Cody Miller (59"03) Michael Phelps (50"33) Nathan Adrian (46"74) David Plummer* Kevin Cordes* Thomas Shields* Caeleb Dressel* | 3'27"95     | Gran Bretagna Chris Walker-Hebborn (53"68) Adam Peaty (56"56) James Guy (51"35) Duncan Scott (47"62)                                 | 3'29"24     | Australia Mitch Larkin (53"19) Jake Packard (58"84) David Morgan (51"18) Kyle Chalmers (46"72) Cameron McEvoy*      | 3'29"93       |
| Maratona                        | |             | |             | |               |
| 10 km (dettagli)                | Ferry Weertman | 1h52'59"8   | Spyridōn Gianniōtīs | 1h52'59"8   | Marc-Antoine Olivier                                                                                                | 1h53'02"0     |

* indica i nuotatori che hanno gareggiato solamente in batteria.

### Donne
| Evento                          | Oro | Prestazione | Argento | Prestazione   | Bronzo | Prestazione |
| Stile libero                    | |             | |               | |             |
| 50 m (dettagli)                 | Pernille Blume | 24"07       | Simone Manuel | 24"09         | Aljaksandra Herasimenja | 24"11       |
| 100 m (dettagli)                | Simone Manuel Penny Oleksiak | 52"70       | non assegnato | non assegnato | Sarah Sjöström | 52"99       |
| 200 m (dettagli)                | Katie Ledecky | 1'53"73     | Sarah Sjöström | 1'54"08       | Emma McKeon | 1'54"92     |
| 400 m (dettagli)                | Katie Ledecky | 3'56"46     | Jazmin Carlin | 4'01"23       | Leah Smith | 4'01"92     |
| 800 m (dettagli)                | Katie Ledecky | 8'04"79     | Jazmin Carlin | 8'16"17       | Boglárka Kapás | 8'16"37     |
| Dorso                           | |             | |               | |             |
| 100 m (dettagli)                | Katinka Hosszú | 58"45       | Kathleen Baker | 58"75         | Kylie Masse Fu Yuanhui | 58"76       |
| 200 m (dettagli)                | Maya DiRado | 2'05"99     | Katinka Hosszú | 2'06"05       | Hilary Caldwell | 2'07"54     |
| Rana                            | |             | |               | |             |
| 100 m (dettagli)                | Lilly King | 1'04"93     | Julija Efimova | 1'05"50       | Katie Meili | 1'05"69     |
| 200 m (dettagli)                | Rie Kanetō | 2'20"30     | Julija Efimova | 2'21"97       | Shi Jinglin | 2'22"28     |
| Farfalla                        | |             | |               | |             |
| 100 m (dettagli)                | Sarah Sjöström | 55"48       | Penny Oleksiak | 56"46         | Dana Vollmer | 56"63       |
| 200 m (dettagli)                | Mireia Belmonte | 2'04"85     | Madeline Groves | 2'04"88       | Natsumi Hoshi | 2'05"20     |
| Misti                           | |             | |               | |             |
| 200 m (dettagli)                | Katinka Hosszú | 2'06"58     | Siobhan-Marie O'Connor | 2'06"88       | Maya DiRado | 2'08"79     |
| 400 m (dettagli)                | Katinka Hosszú | 4'26"36     | Maya DiRado | 4'31"15       | Mireia Belmonte | 4'32"39     |
| Staffette                       | |             | |               | |             |
| 4×100 m stile libero (dettagli) | Australia Emma McKeon (53"41) Brittany Elmslie (53"12) Bronte Campbell (52"15) Cate Campbell (51"97) Madison Wilson*                                           | 3'30"65     | Stati Uniti Simone Manuel (53"36) Abbey Weitzeil (52"56) Dana Vollmer (53"18) Katie Ledecky (52"79) Amanda Weir* Lia Neal* Allison Schmitt*           | 3'31"89       | Canada Sandrine Mainville (53"86) Chantal van Landeghem (53"12) Taylor Ruck (53"19) Penny Oleksiak (52"72) Michelle Williams*            | 3'32"89     |
| 4×200 m stile libero (dettagli) | Stati Uniti Allison Schmitt (1'56"21) Leah Smith (1'56"69) Maya DiRado (1'56"39) Katie Ledecky (1'53"74) Missy Franklin* Melanie Margalis* Cierra Runge*       | 7'43"03     | Australia Leah Neale (1'57"95) Emma McKeon (1'54"64) Bronte Barratt (1'55"81) Tamsin Cook (1'56"47) Jessica Ashwood*                                  | 7'44"87       | Canada Katerine Savard (1'57"91) Taylor Ruck (1'56"18) Brittany MacLean (1'56"36) Penny Oleksiak (1'54"94) Emily Overholt* Kennedy Goss* | 7'45"39     |
| 4×100 m misti (dettagli)        | Stati Uniti Kathleen Baker (59"00) Lilly King (1'05"70) Dana Vollmer (56"00) Simone Manuel (52"43) Olivia Smoliga* Katie Meili* Kelsi Worrell* Abbey Weitzeil* | 3'53"13     | Australia Emily Seebohm (58"83) Taylor McKeown (1'07"05) Emma McKeon (56"95) Cate Campbell (52"17) Madison Wilson* Madeline Groves* Brittany Elmslie* | 3'55"00       | Danimarca Mie Østergaard Nielsen (58"75) Rikke Møller Pedersen (1'06"62) Jeanette Ottesen (56"43) Pernille Blume (53"21)                 | 3'55"01     |
| Maratona                        | |             | |               | |             |
| 10 km (dettagli)                | Sharon van Rouwendaal | 1h56'32"1   | Rachele Bruni | 1h56'49"5     | Poliana Okimoto | 1h56'51"4   |

* indica le nuotatrici che hanno gareggiato solamente in batteria.

## Medagliere
| Pos.   | Paese         | Oro | Argento | Bronzo | Totale |
| ------ | ------------- | --- | ------- | ------ | ------ |
| 1      | Stati Uniti   | 16  | 8       | 9      | 33     |
| 2      | Australia     | 3   | 4       | 3      | 10     |
| 3      | Ungheria      | 3   | 2       | 2      | 7      |
| 4      | Giappone      | 2   | 2       | 3      | 7      |
| 5      | Paesi Bassi   | 2   | 0       | 0      | 2      |
| 6      | Gran Bretagna | 1   | 5       | 0      | 6      |
| 7      | Cina          | 1   | 2       | 3      | 6      |
| 8      | Canada        | 1   | 1       | 4      | 6      |
| 9      | Italia        | 1   | 1       | 2      | 4      |
| 10     | Svezia        | 1   | 1       | 1      | 3      |
| 11     | Danimarca     | 1   | 0       | 1      | 2      |
| 11     | Spagna        | 1   | 0       | 1      | 2      |
| 13     | Kazakistan    | 1   | 0       | 0      | 1      |
| 13     | Singapore     | 1   | 0       | 0      | 1      |
| 15     | Sudafrica     | 0   | 3       | 0      | 3      |
| 16     | Russia        | 0   | 2       | 2      | 4      |
| 17     | Francia       | 0   | 2       | 1      | 3      |
| 18     | Belgio        | 0   | 1       | 0      | 1      |
| 18     | Grecia        | 0   | 1       | 0      | 1      |
| 20     | Bielorussia   | 0   | 0       | 1      | 1      |
| 20     | Brasile       | 0   | 0       | 1      | 1      |
| Totale | Totale        | 35  | 35      | 34     | 104    |